# Epenwöhrden
Epenwöhrden est une commune allemande de l'arrondissement de Dithmarse, Land de Schleswig-Holstein.

## Géographie
Epenwöhrden se situe parmi les marais maritimes. Le cadastre de Meldorf désigne Epenwöhrden, plus précisément Epenwöhrdenermoor, comme le centre continental de l'arrondissement.
La commune comprend les quartiers de Dehling, Epenwöhrden, Epenwöhrdenerfeld et Epenwöhrdenermoor.
|               | Hemmingstedt | Nordhastedt |
| Nordermeldorf | Epenwöhrden  |             |
|               | Meldorf      |             |

La Bundesstraße 5 coupe le territoire en deux.

## Histoire
En 1500, les agriculteurs de Dithmarse en rébellion contre le roi Jean de Danemark se défendirent lors de la bataille de Hemmingstedt. Une pierre commémorative est posée en 1900.